# Marcha trans

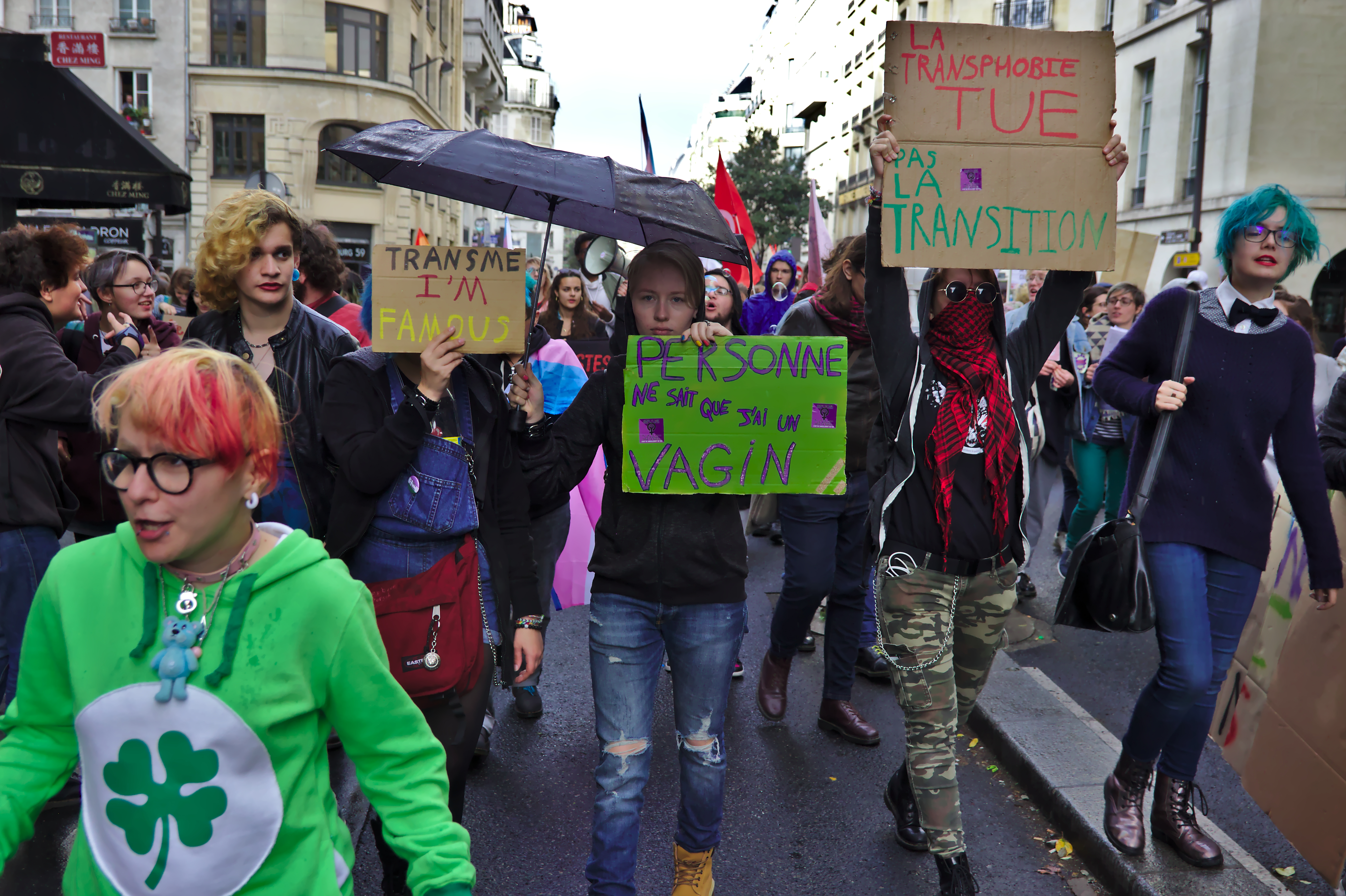
Cena da marcha francesa trans e intersexo "Existrans" 2017

A Marcha trans (em inglês:  Trans March) descreve uma série de marchas, protestos ou eventos que se realizam todos os anos em várias cidades do mundo, frequentemente durante a semana do Orgulho LGBT. Estes eventos são organizados pela as comunidades trans para construir uma comunidade, e abordar as lutas pelos direitos humanos e criar mais visibilidade. No Brasil, uns dos exemplos são a Marsha Trans Brasil, que aconteceu em 28 de janeiro de 2024 na capital de Brasília, no Distrito Federal, como a primeira marcha trans brasileira.